# فرودگاه ویمن
فرودگاه ویمن (به انگلیسی: Weyman Airpark) یک فرودگاه همگانی است که یک باند فرود ماسه و شن دارد و طول باند آن ۹۱۴ متر است. این فرودگاه در کشور کانادا قرار دارد و در ارتفاع ۴۳ متری از سطح دریا واقع شده است.